# Glen Buxton
Glen Edward Buxton (10 de novembro de 1947—19 de outubro de 1997) foi um músico dos Estados Unidos e o guitarrista original da banda Alice Cooper.
Em 2003, a revista Rolling Stone indicou Buxton como um dos "100 maiores guitarristas de todos os tempos".

## Discografìa
- Live at the Whiskey (1969)
- Pretties for You (1969)
- Easy Action (1970)
- Love It to Death (1971)
- Killer (1971)
- School's Out (1972)
- Billion Dollar Babies (1973)
- Muscle of love (1973)